# Thagria zauggi
Thagria zauggi är en insektsart som beskrevs av Nielson 1977. Thagria zauggi ingår i släktet Thagria och familjen dvärgstritar. Inga underarter finns listade i Catalogue of Life.